# کمیسر پادشاه
کمیسر پادشاه (هلندی: Commissaris van de Koning به اختصار CvdK) رئیس هر استان در هلند است. عهده‌دار این منصب ریاست هر دو شورای دولتی استان (قوه مقننه استانی منتخب مستقیم) و قوه مجریه استانی را بر عهده دارد، اما فقط در دومی حق رای دارد. هنگامی که پادشاه حاکم زن است، این دفتر به عنوان کمیسر ملکه (Commissaris van de Koningin) شناخته می‌شود. از آنجا که در هلند دوازده استان وجود دارد، دوازده کمیسر پادشاه نیز وجود دارد.
دو سطح حکومت محلی در هلند وجود دارد: استان‌ها و شهرداری‌ها. دوازده استان ردیف اداری بین دولت مرکزی و شهرداری‌ها را تشکیل می‌دهند. این سه رده عمدتاً به روشی مشابه سازماندهی شده‌اند، با یک قوه مقننه منتخب مستقیم رای‌دهندگان، که به نوبه خود قوه مجریه را انتخاب می‌کند که توسط یک رئیس منصوب رهبری می‌شود. در سطوح ملی و شهری، این مقام‌ها پادشاه و شهردار هستند. در سطح استانی کمیسر پادشاه است.

## وظایف کمیسر پادشاه
کمیسر پادشاه توسط ساکنان استان انتخاب نمی‌شود، بلکه توسط تاج هلند (وزرا به ریاست پادشاه) برای یک دوره شش ساله، قابل تمدید منصوب می‌شود. کمیسر پادشاه تنها توسط تاج هلند قابل برکناری است. هنگامی که چنین منصبی خالی ایجاد می‌شود، شورای استان به وزیر کشور مشخصاتی از نوع نامزدی را که دوست دارد در این شغل ببیند، می‌دهد. اگرچه همه کمیسران پادشاه از اعضای برجسته یکی از احزاب سیاسی ملی بزرگ هستند، انتظار می‌رود تا زمانی که در مقام هستند از نظر سیاسی بی‌طرف باشند.
کمیسران پادشاه در داخل اداره استان ایفای نقش می‌کنند و نمایندگان رسمی دولت مرکزی در استان‌ها هستند. آنها مدیریت و پیشگیری از بلایا را هماهنگ می‌کنند و به‌طور منظم از شهرداری‌های منطقه خود بازدید رسمی می‌کنند.